# Vinny Faherty
Vinny Faherty (Galway, 13 giugno 1987) è un calciatore irlandese, attaccante del Salthill Devon.

## Carriera

### Club
Al termine della Premier Division 2009 è risultato il miglior marcatore del Galway United con 10 reti segnate.
Al termine della Premier Division 2010 è risultato il miglior marcatore del St Patrick's Athletic con 14 reti segnate.

### Nazionale
Ha giocato per l'Irlanda Under-23.

## Palmarès

### Club

#### Competizioni nazionali
- Campionato irlandese: 1

St Patrick's: 2013
- Supercoppa d'Irlanda: 1

St Patrick's: 2014
- Coppa d'Irlanda: 1

St Patrick's: 2014
- Coppa di Lega irlandese: 1

St Patrick's: 2015